# أنانياس غيبهارت
أنانياس غيبهارت (بالإنجليزية: Ananias Gebhardt)‏ هو لاعب كرة قدم ناميبي في مركزي الوسط والدفاع، ولد في 8 سبتمبر 1988 في ويندهوك في ناميبيا. شارك مع منتخب ناميبيا لكرة القدم. أما مع النوادي، فقد لعب مع نادي جومو كوزموز.

## وصلات خارجية
- أنانياس غيبهارت على موقع قاعدة بيانات كرة القدم.إي يو (الإنجليزية)
- أنانياس غيبهارت على موقع ناشيونال فوتبول تيمز (الإنجليزية)
- أنانياس غيبهارت على موقع Soccerway.com (الإنجليزية)
- أنانياس غيبهارت على موقع عالم كرة القدم.نت (الإنجليزية)